# Planula

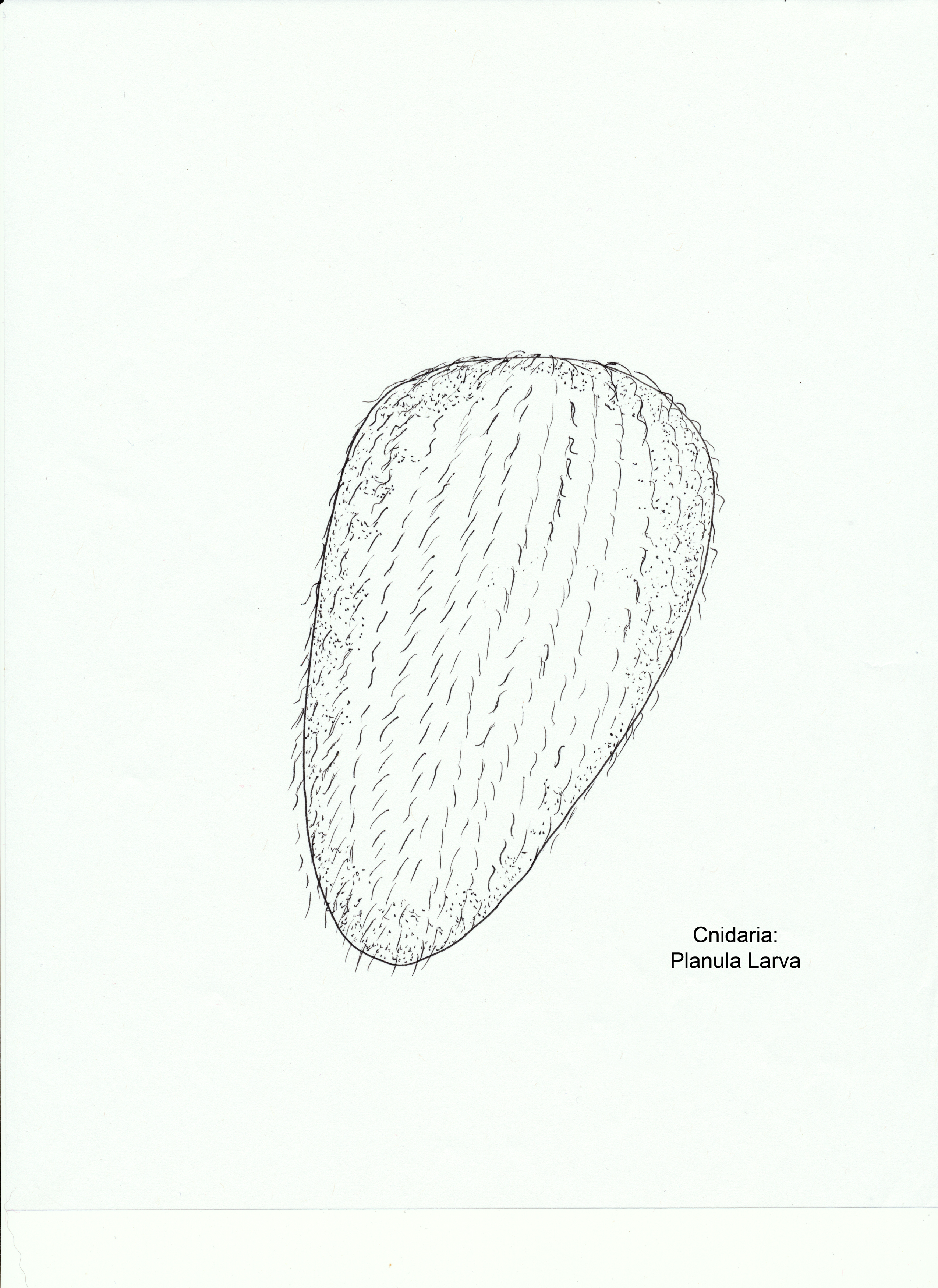
En teckning av en planulalarv.

Planula, eller planulalarv, är ett larvstadium hos nässeldjur.
Planula är ett tidigt larvstadium som finns hos många nässeldjur. Planulalarven utvecklas från ett befruktat ägg, zygot, från en medusa (som hos maneter och vissa hydrozoer) eller en polyp (som hos koralldjur) och har oftast en oval, platt form och är cilierad och rörlig. Planulalarvens storlek varierar beroende på grupp, men den är liten, ungefär 0,1–1 millimeter. Beroende på grupp kan planulalarven utvecklas direkt till en medusa eller en polyp eller omvandlas till ett annat mer utvecklat larvstadium före övergången till gruppens vuxenstadium (medusa eller polyp). Många planulalarver är frisimmande eller pelagiska men hos en del koraller och havsanemoner med intern befruktning föds planula upp inuti moderpolypens kroppshåla och släpps ut först när de nästan är redo att bli polyper. Hos maneter kan planulalarverna för en tid vara fästa vid munarmarna innan de släpper för att bli pelagiska. 
Vissa taxa av nässeldjur, som Aplanulata, som är en underordning av hydrozoer, saknar planulalarver.
Planulalarverna hos hydrozoer och maneter saknar mun och äter inget utan lever på upplagrad näring. Detta kallas lecithotrof larvutveckling. Planulalarver av koralldjur har en mun och en enkel gastrovaskulär håla och kan äta och tillgodogöra sig små födopartiklar. Detta kallas planktotrof larvutveckling. 
Pelagiska planulalarver driver genom sin litenhet med strömmarna men simmar också med hjälp av cilierna. Bottenfällande planulalarver, som hos koralldjur, har i den ena änden (hos koralldjur motsatt ände till munänden) ofta ett apikalorgan bestående av ett hundratal långa cilier, som förutom för simning kan användas för att känna igen lämpliga underlag att fästa sig vid.

## Bilder

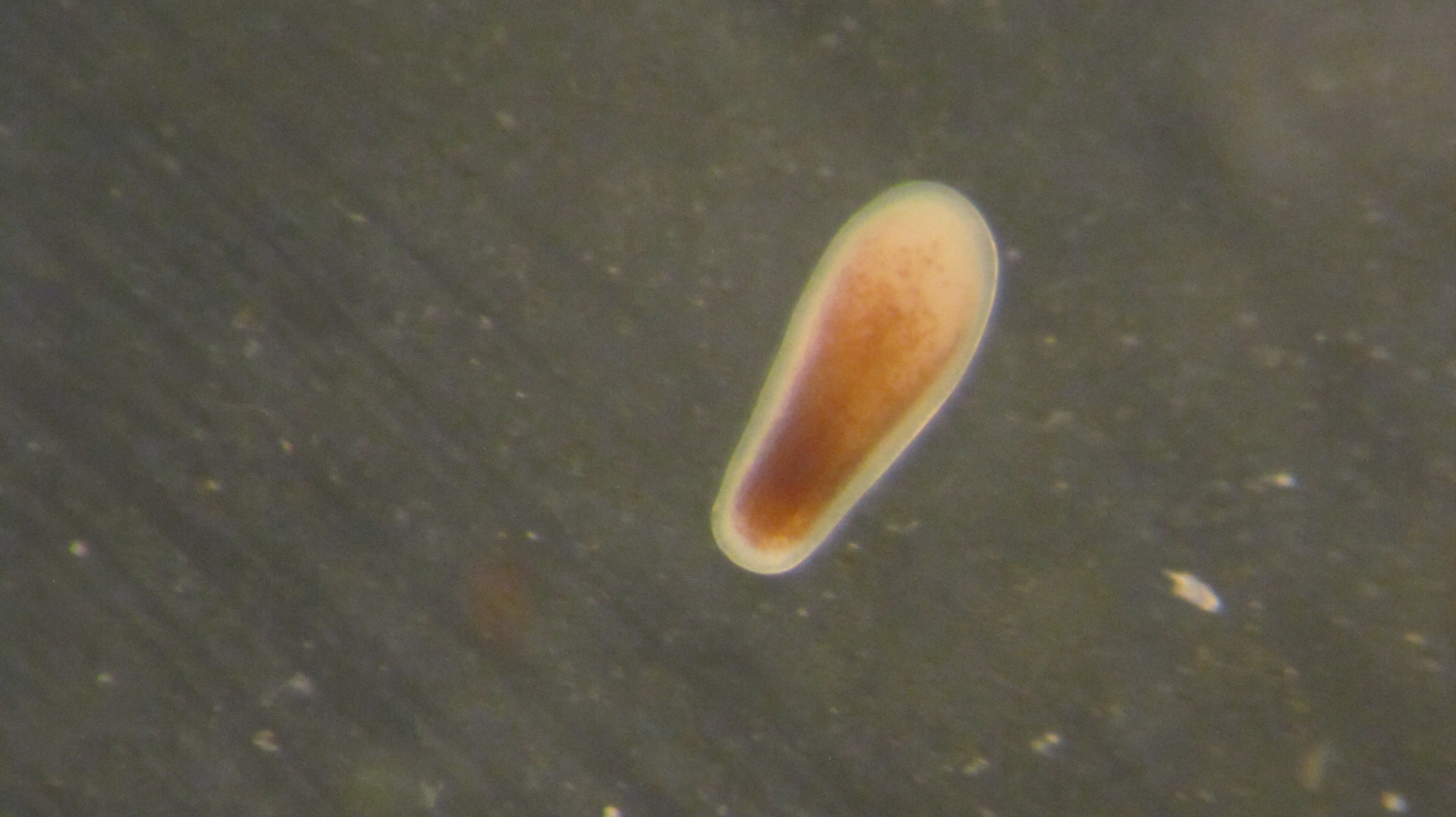
Planula av släktet Leptastrea, en stenkorall.
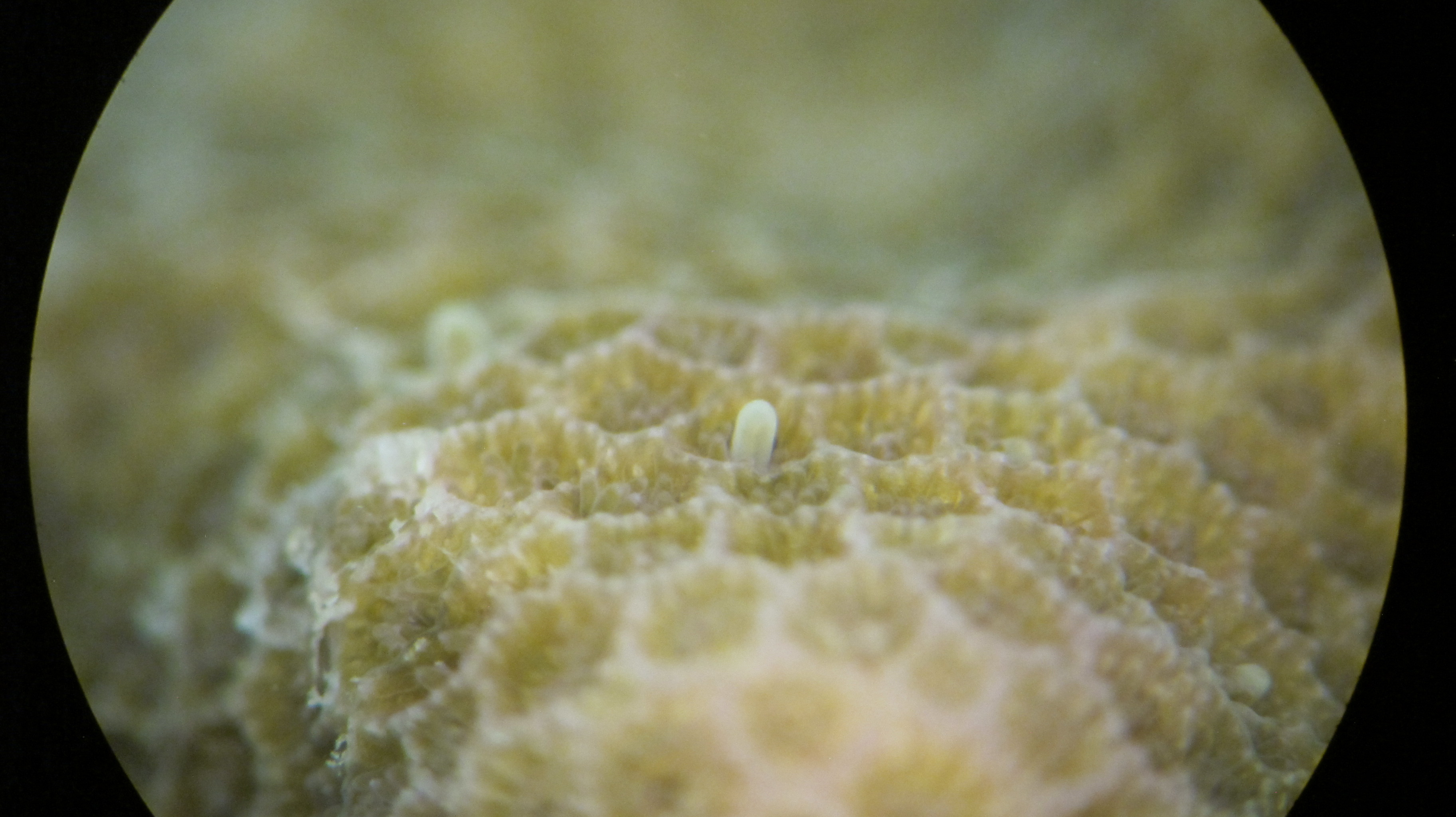
Planula av Porites, en stenkorall, på väg att släppas ut från moderpolypen.
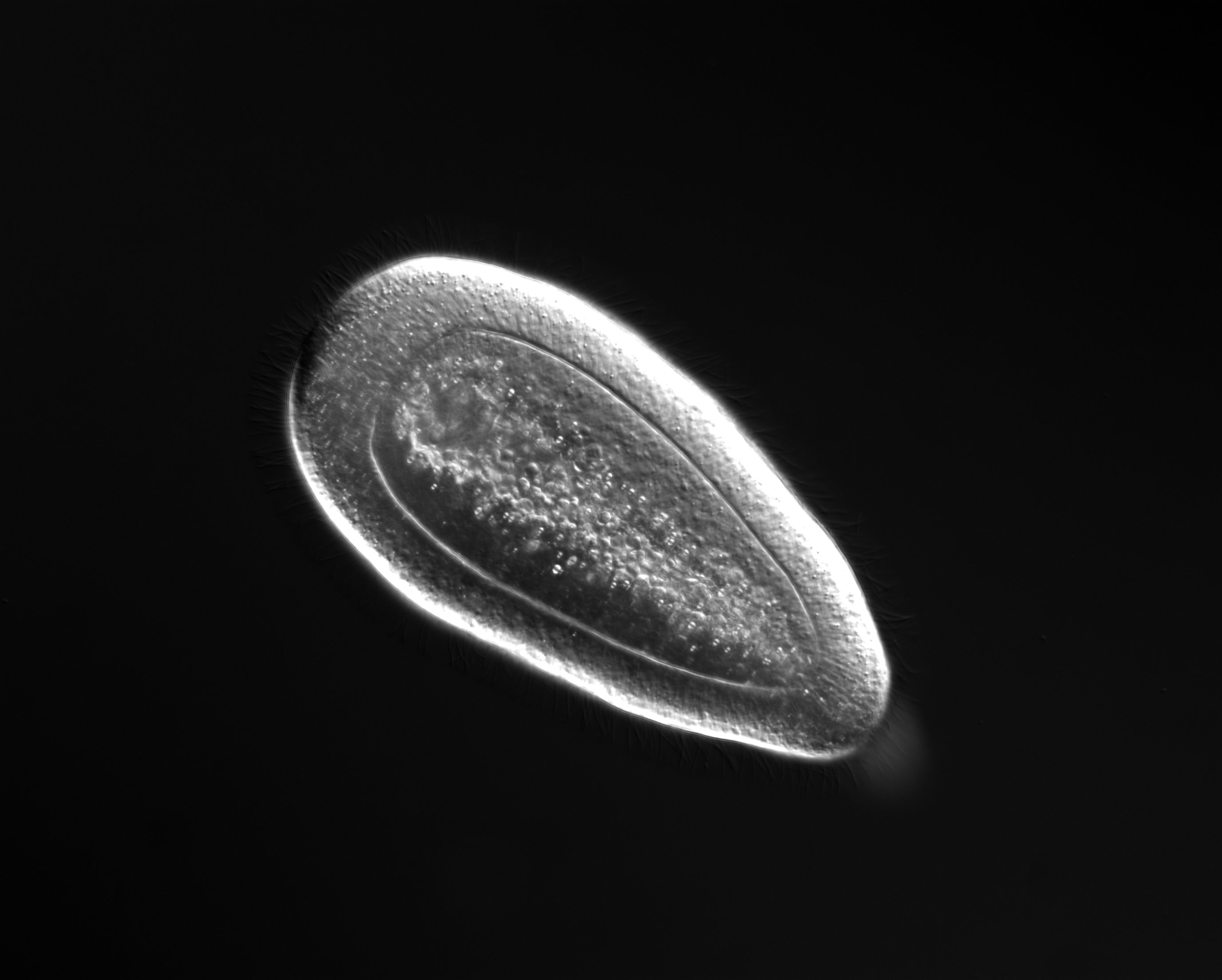
Planula av Clytia hemisphaerica, som tillhör klassen hydrozoer.